# Richard Ranft
Richard Ranft (Plainpalais, 18 luglio 1862 – Chantilly, 13 giugno 1931) è stato un pittore, incisore e illustratore svizzero.

## Biografia
Ranft inizia a studiare pittura e disegno a Ginevra sotto la guida di Eugene Etienne Sordet (1836-1915) che gli insegna l'arte della pittura di paesaggi. In seguito si trasferisce a Parigi dove frequenta gli ateliers di Gustave Courbet e Auguste Dumont, scultore che gli insegna l'arte dell'incisione. Raft in seguito realizza molte litografie, sia manifesti che stampe, continuando tuttavia a dipingere paesaggi. 

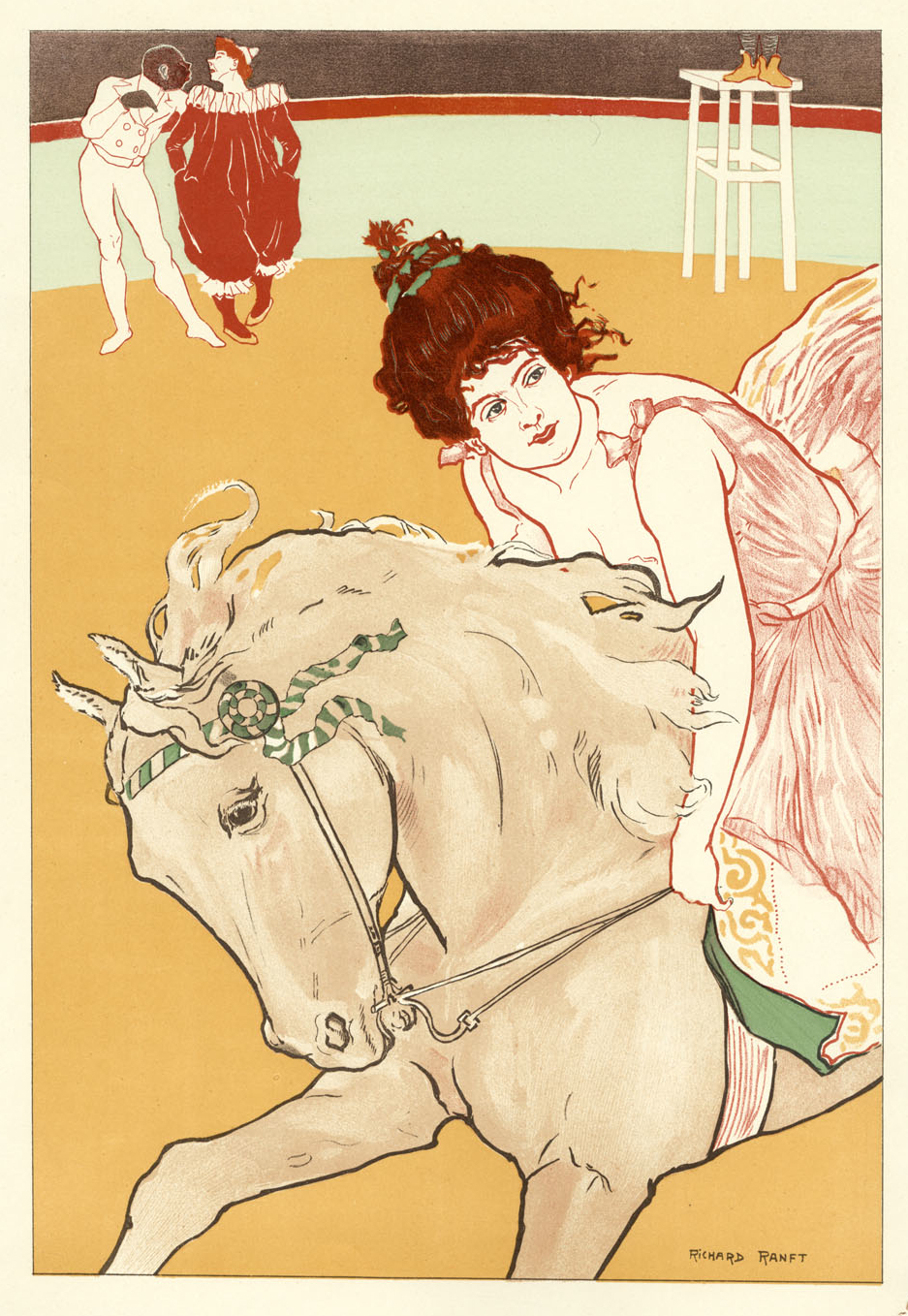
Richard Ranft L'écuyère 1897, litografia pubblicata da L'Estampe moderne

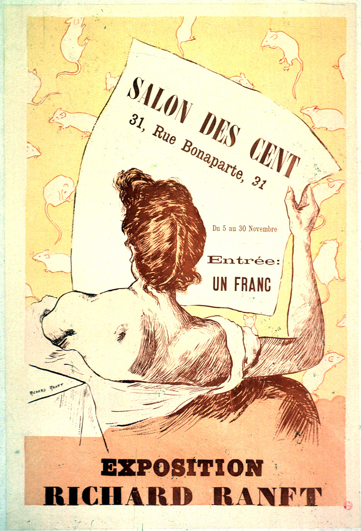
Richard Ranft, 6th Salon des Cent

Egli entra in contatto con la rivista La Plume per la quale realizza miniature e incisioni e partecipa anche al Salon des Cent;  inoltre collabora con la rivista L'Estampe moderne.
Lascia Parigi e si trasferisce a Coubert.  È membro del salone della Società di Belle Arti ed espone al Salon des Indépendants; nel 1910 espone a Parigi nella galleria Channel e Simondon.
Tra il 1892 e il 1913 è autore di numerose illustrazioni per libri e romanzi tra i quali Mademoiselle d'Orchair (1892) e L'Illustre Famille (1913). In Inghilterra è considerato il miglior interprete di William Turner
Ranft muore nell'giugno 1931 e qualche settimana dopo Gustave Kahn gli rende omaggio nella rivista Mercure de France quando viene organizzata una retrospettiva del pittore al Salon d'Automne.

## Opere illustrate

### Romanzi
- Mademoiselle d'Orchair, Parigi, Edizioni Albert Savine, 1892.
- L'Illustre Famille, Parigi, Edizioni Paul Ollendorff, 1913.

### Disegni
- Lucien, Scènes de courtisanes, Parigi, Henri Piazza editore di opere artistiche, 1901.
- Gustave Kahn, Contes hollandais, Parigi, 1903.
- Elémir Bourges, Le Crépuscule des dieux, acqueforti a colori, Parigi, Le Livre contemporain, 1905.
- Gyp, Le Bonheur de Ginette, Parigi, Calmann-Lévy, 1911.
- Paul Verlaine, Biblio-sonnets, con 28 composizioni, Parigi, H. Floury, 1913.